# Yueyahu
Yueyahu (kinesiska: 月牙湖, 月牙湖乡) är en socken i Kina. Den ligger i den autonoma regionen Ningxia, i den nordvästra delen av landet, omkring 33 kilometer nordost om regionhuvudstaden Yinchuan. Antalet invånare är 10 439. Befolkningen består av 4 638 kvinnor och 5 801 män. Barn under 15 år utgör 25,0 %, vuxna 15-64 år 72 %, och äldre över 65 år 2,0 %.
Genomsnittlig årsnederbörd är 287 millimeter. Den regnigaste månaden är juli, med i genomsnitt 70 mm nederbörd, och den torraste är december, med 1 mm nederbörd.